# Helena Wayne
Helena Wayne, även känd som Huntress är en superhjälte i DC Comics universum, skapad av Paul Levitz och Joe Staton. Helena Wayne är dotter till Golden Age-epokens Batman och Catwoman och gjorde sin debut som superhjälte i All-Star Comics #69 i november 1977. Som Huntress var hon medlem i det ursprungliga Justice Society of America och senare i Infinity, Inc, dessutom blev hon under många år partner till Robin. Helena Wayne dog liksom de flesta övriga superhjältar från Jord-2 under Crisis on Infinite Earths och ströks från kronologin under åtskilliga år medan namnet Huntress togs över av en ny karaktär, Helena Bertinelli. Sedan DC Comics reboot i september 2011 har Helena Wayne återvänt i rollen som Huntress. I den nya kronologin (New 52) är Helena Earth 2:s Robin som har blivit strandad på Prime Earth, DC:s nuvarande mainstreamvärld. Utöver en egen miniserie som gavs ut 2011-2012 är hon huvudperson tillsammans med Power Girl i den nuvarande utgåvan av World's Finest.

## Samlade volymer
- Levitz, Paul: Huntress: Dark Knight Daughter, DC Comics, december 2006. ISBN 1-4012-0913-0.
- Levitz, Paul: Huntress: Crossbow at the Crossroads, DC Comics, oktober 2012. ISBN 1-4012-3733-9.

## Tolkningar i andra media
- Huntress, spelad av Barbara Joyce är en av huvudpersonerna i miniserien Legends of the Superheroes, 1979.[4]

- En alternativ tolkning av Huntress, spelad av Ashley Scott har en huvudroll i TV-serien Gothams änglar (Birds of Prey), 2002-3003.[5] Huntress, som i serien heter Helena Kyle (efter sin mor Selina Kyle), är baserad på Bronze Age-förlagan men har till skillnad från den senare övermänskliga egenskaper. Gothams änglar utspelar sig i en alternativ värld där Huntress tillsammans med Oracle och Black Canarys dotter Dinah är de enda superhjältarna i Gotham City (här kallad New Gotham).

- Huntress medverkade i den animerade serien Batman: The Brave and the Bold (2008-2011).[6] Trots att The Brave and the Bold skildrar Helena Bertinellis Huntress bär hon Helena Waynes dräkt för att passa in i seriens estetik, som uteslutande speglade Silver age-epoken.[7]

### Webreferenser
Helena Wayne on DC Wikia

ComicVine: Helena Wayne (Character)